# Джеф Голдблум
Джефри Лин Голдблум (на английски: Jeffrey Lynn Goldblum) e американски актьор.
Познат с участието си в поредицата „Юрски парк“ на режисьора Стивън Спилбърг и участието си във филма на Роланд Емерих – „Денят на независимостта“.

## Биография
Роден е в предградие на Питсбърг, Пенсилвания, на 22 октомври 1952 година, в семейството на Шърли и Харолд Голдблум. Майка му е радиоводеща, а по-късно основава фирма за продажби на кухненско оборудване. Бащата Харолд Голдблум е лекар. Джеф има по-големи братя – Лий и Рик (починал на 23-годишна възраст) и по-малка сестра Памела. Семейството е еврейско, принадлежащо към Ортодоксалния юдаизъм.
Дядовците по майчина и бащина линия са емигранти в САЩ, съответно от Русия и Австрия. Родителите му го насърчават в интереса му към шоу-бизнеса.
Джеф се премества да живее в Ню Йорк когато е само на 17 години, за да учи актьорско майсторство. Едновременно учи и играе на сцената на обновенния театът „Neighborhood Playhouse“, под ръководството на големия драматург Санфорд Мейснер. Прави своя дебют на Бродуей в постановката „Двамата джентълмена от Верона“.
Отлично свири джаз на пиано, но загърбва това си умение заради актьорството.
През 1974 година прави своя кино дебют, участвайки във филма „Смъртоностно желание“, с участието на суперзвездата на Холивуд – Чарлз Бронсън. Играе епизиодична роля в телевизионния сериал „Коломбо“: A Case of Immunity, през 1975 година.

### Кариера
В ранните години на кариерата си Джеф играе малка роля в романтичната комедия „Ани Хол“ (1977) с участието на звездите Уди Алън и Даян Кийтън, като филмът е автобиографичен портрет на действителната връзка между Алън и Кийтън. Филмът печели Академична награда „Оскар“ за най-добър филм, а Кийтън – за най-добра актриса.
Първата си главна роля, Голдблум получава във филма „Мухата“ (1986), на режисьора Дейвид Кронънбърг, римейк на филма на ужасите от 1958 година. В римейка Джеф Голдблум се въплъщава в ролята на амбициозния учен Сет Бръндъл погълнат от странен експеримент.
В началото на 90-те години на ХХ век получава покана от режисьора Стивън Спилбърг да участва във филма „Джурасик парк“ (1993). През 1997 година участва и във втората част на филма – „Изгубеният свят: Джурасик парк“.

## Личен живот
Голдблум се жени три пъти. През 1980 година се жени за Патриша Гоул, като двамата живеят съвместно до развода им през 1986 година. Малко по-късно създава семейство с известната актриса Джина Дейвис („Мухата“, „Телма и Луиз“, „Дълга целувка за лека нощ“, „Стюарт Литъл“), като двамата са женени от 1987 до 1990 година.
През 2006 година се сгодява за канадската танцьорка Catherine Wreford.
През 2014 сключва брак за трети път с гимнастичката Емили Ливингстън.

## Частична филмография
- „Ани Хол“ (1977) като един от гостите на партито на Лейси
- „Истински неща“ (1983) като набирач на NASA
- „Големият студ“ (1983) като Майкъл Голд
- „Силверадо“ (1985) като Калвин „Слик“ Станхоуп
- „Мухата“ (1986) като Сет Бръндъл
- „Земните момичета са лесни“ (1988) като Мак
- Да застреляш Елизабет (1992) като Хауърд Гълъб
- „Бащи и синове“ (1992) като Макс
- „Играчът“ (1992) като себе си
- „Джурасик парк“ (1993) като д-р Иън Малкълм
- „Девет месеца“ (1995) като Шон Флетчър
- „Денят на независимостта“ (1996) като Дейвид Левинсън
- „Големият бял фаворит“ (1996) като Мичъл Кейн
- „Изгубеният свят: Джурасик парк“ (1997) като д-р Иън Малкълм
- „Принцът на Египет“ (1998) като Аарон
- „Божи човек“ (1998) като Рики Хеймън
- „Отбор глупаци“ (2000) като Авнет
- „Котки и кучета“ (2001) като професор Чарлз Броуди
- „Парфюм“ (2001) като Джейми
- „Падението на Игби“ (2002) като Д. Х. Бейнс
- „Морски живот със Стив Зису“ (2004) като Алистър Хенеси
- „Мъж на годината“ (2006) като Стюарт
- „Пълно за празно“ (2010) като Леонард
- „Сутрешен блок“ (2010) като Джери Барнс
- „Замбезия“ (2012) като Аякс
- „Уикенд по френски“ (2013) като Морган
- „Гранд хотел „Будапеща““ (2014) като Вилмос Ковач
- „Мордекай“ (2015) като Милтън Крампф
- „Денят на независимостта: Нова заплаха“ (2016) като Дейвид Левинсън
- „Джурасик свят: Рухналото кралство“ (2018) като Иън Малкълм
- „Джурасик свят: Господство“ (2022) като Иън Малкълм